# بسمة العتيبي
بسمة نجم العتيبي (بسمه العتيبي).تُعرف مهنيًا باسم بزما BAZMA، وهي مغنية وكاتبة أغاني سعودية، جمعت بين الموسيقى العربية التقليدية وألحان الهيب هوب، بهدف خلق إيقاع فريد ومختلف , ولدت بسمه في 12 مايو 2000، في جدة، المملكة العربية السعودية

## البدايات
بسمة نجم، مغنية بوب سعودية، بدأت مسيرتها الفنية بتعلم اللغة الإنجليزية من خلال الأغاني الأمريكية، مما عزز حبها لموسيقى البوب. في سن 16، كتبت أول أغنية لها بعنوان Voodoo، وشاركت بها في مهرجان جوائز الموسيقى في لوس أنجلوس، حيث فازت بجائزة أفضل مغنية بوب لفئة الشباب. كانت هذه التجربة الأولى تفتقر إلى المؤثرات الصوتية والتسجيل الاحترافي.

## المسيره الفنيه
انتقلت إلى الولايات المتحدة في عام 2012، حاملة معها تراثًا غنيًا، بدأت في تعلم اللغة الإنجليزية من خلال الاستماع إلى الموسيقى والفنانين مثل إيتا جيمس وريهانا وجاستن بيبر وليدي غاغا.
في سن السادسة عشرة، بدأت رحلة بزما الموسيقية بإصدار أغنيتها المنفردة الأولى "فودو". عرض هذا المسار أسلوبها الفريد، ودمج الألحان العربية التقليدية مع موسيقى البوب المعاصرة. نال نهجها المبتكر جائزة أفضل أغنية بوب أصلية في حفل توزيع جوائز أكاديميا الموسيقية.
في سن 17 عامًا أسست بزما شركتها ذات المسؤولية المحدودة Bazma Recording and Publishing LLC ، وبدأت العمل كفنانة مستقلة لتكون بمثابة علامة تسجيل خاصة بها، وبناءً على نجاحها الأولي، أصدرت بزما أغنيتين فرديتين، Fireflies و Relationship Goal والتي نالت اهتمامًا كبيرًا، مما أدى إلى أداء حي في حفل توزيع جوائز أتلانتا للهيب هوب، حيث تم تكريمها بجائزة أفضل مغنية بوب.ونجحت في طرحه على مختلف المنصات الإلكترونية مثل آيتونز، جوجل بلاي، وسبوتيفاي، لتصبح بذلك أول مغنية بوب سعودية تصل إلى مستوى عالمي.
في سن 18 عامًا، شهد هذا العام إصدار أول أسطوانة مطولة لها  Fear والتي تضم الأغنية الملهمة Who's Gonna Stop Me .تحمل الأغنية رسالة قوية للمرأة، وقد أدى هذا التصميم إلى دعوة من المجلس الاستشاري للأعمال العربية الأمريكية التابع للمجلس الاستشاري للأعمال العربية الأمريكية للأداء في حدث لجمع التبرعات للمهاجرين الفلسطينيين. بالإضافة إلى ذلك، عرضت بزما وأدت في مهرجان Hollywood Fringe  في لوس أنجلوس، مما أدى إلى توسيع نطاقها الفني بشكل أكبر. كما قدمت بسمة دورًا رئيسيًا في فيلم قصير، حيث جسدت شخصية مراهقة تعاني من انفصام الشخصية نتيجة تعرضها للتحرش الجنسي من والدها في طفولتها. نظرًا لأهمية القضية التي يتناولها الفيلم، بحثت شركة الإنتاج عن موهبة قادرة على تجسيد هذه الشخصية المعقدة، وتم اختيار بسمة من بين 100 متقدمة للدور
في سن 19 عاما ، كان حضور بزما الديناميكي على المسرح واضحًا من خلال عروضها في حفل توزيع جوائز Street Fame Music Awards  الترفيه 
في سن 20 عاما، تم الاعتراف بها من قبل مجلة فوربس الشرق الأوسط وتم اختيارها لقائمة فوربس 30 تحت 30، وأظهرت التزامها بالنمو الشخصي، التحقت بزما بجامعة جورجيا. أثناء الدراسة، تم اختيارها في برنامج على Roku وTubi يسمى Miss Audition وظهرت أغنيتها "Who Gonna Stop me" في العرض.
في عمر 24 عامًا، كشفت بزما عن ألبومها المرتقب للغاية "+966" يضم الألبوم 15 أغنية، سُمي على اسم الرمز الدولي للبلاد في المملكة العربية السعودية، وهو احتفال بجذورها الثقافية وتطورها الموسيقي. يرمز إلى اندماج تراثها الشرقي وتجاربها الغربية. تمت مراجعة الألبوم بواسطة Music Broadacast Review. واختارتها وسائل الإعلام الصوتية لتكون واحدة من أفضل 10 موسيقيين أمريكيين عرب في الولايات المتحدة.

## الحاله التعليميه
2020-2024 بكالريوس اخراج افلام 

## الجوائز
- عام 2016 أفضل مغنية بوب لفئه الشباب في مهرجان الموسيقى (أكاديميا) في لوس أنجلوس.
- عام 2016 أفضل مغنية وكاتبة أغاني بوب في معرض المواهب في تكساس.
- عام 2017 أفضل مغنية بوب لفئه الشباب في مهرجان جوائز الهيب هوب في جورجيا.
- عام 2019 ملكة المواهب في مسابقة ملكة جمال العرب في أمريكا.[4][7][8]